# Hiroyuki Sawada
Hiroyuki Sawada (jap. 澤田 博行, Sawada Hiroyuki; * 29. Januar 1974 in der Präfektur Gunma) ist ein ehemaliger japanischer Fußballspieler.

## Karriere
Sawada erlernte das Fußballspielen in der Schulmannschaft der Maebashi Commercial High School. Seinen ersten Vertrag unterschrieb er 1992 bei Honda FC. Der Verein spielte in der zweithöchsten Liga des Landes, der Japan Football League. Für den Verein absolvierte er 15 Spiele. 1993 wechselte er zum Erstligisten Urawa Red Diamonds. Für den Verein absolvierte er 11 Erstligaspiele. 1995 wechselte er zum Zweitligisten Kyoto Purple Sanga. 1995 wurde er mit dem Verein Vizemeister der Japan Football League und stieg in die J1 League auf. Danach spielte er bei Tonan SC Gunma (1998–2004). Ende 2004 beendete er seine Karriere als Fußballspieler.